# Ženski Fudbalski Klub Spartak Subotica
Lo Ženski Fudbalski Klub Spartak Subotica, o più semplicemente ŽFK Spartak Subotica (in cirillico serbo: ЖФК Спартак Суботица), è una squadra di calcio femminile con sede a Subotica, in Serbia. Il club milita in Superliga, massima serie del campionato serbo.

## Storia
Nell'agosto del 1970 i dipendenti della compagnia ferroviaria Željezničar fondarono a Subotica una squadra di calcio femminile alla quale diedero il nome della città e della compagnia stessa. Il club conquista il titolo di campione nazionale nella stagione 1974/75, in occasione della prima edizione assoluta del campionato jugoslavo riservato a formazioni femminili. Successivamente, in seguito alla dissoluzione della Jugoslavia, la squadra è stata rinominata Spartak.
Nel 2011, quarantuno anni dopo la sua fondazione, lo Spartak vince il suo secondo titolo di campione nazionale; nelle due stagioni successive conquista il campionato e la coppa nazionale. La vittoria del campionato serbo permette la partecipazione alla Champions League.
Nella stagione 2013-2014 conferma la sua forza nelle competizioni nazionali, centrando la terza doppietta consecutiva.

## Palmarès

### Competizioni nazionali
- Campionato jugoslavo: 1

1974-1975
- Campionato serbo: 9

2010-2011, 2011-2012, 2012-2013, 2013-2014, 2014-2015, 2015-2016, 2016-2017, 2017-2018, 2018-2019
- Coppa di Serbia femminile: 6

2011-2012, 2012-2013, 2013-2014, 2014-2015, 2016-2017, 2018-2019

### Altri piazzamenti
- Campionato serbo:

Secondo posto: 2009-2010

## Statistiche

### Risultati nelle competizioni UEFA
| Stagione | Competizione     | Fase                     | Avversario           | Risultato | Risultato | Risultato |
| Stagione | Competizione     | Fase                     | Avversario           | andata    | ritorno   | aggregato |
| -------- | ---------------- | ------------------------ | -------------------- | --------- | --------- | --------- |
| 2011-12  | Champions League | gironi di qualificazione | Glasgow City         | 0-4       | 0-4       | 0-4       |
| 2011-12  | Champions League | gironi di qualificazione | KÍ Klaksvík          | 4-2       | 4-2       | 4-2       |
| 2011-12  | Champions League | gironi di qualificazione | Mosta                | 11-0      | 11-0      | 11-0      |
| 2012-13  | Champions League | gironi di qualificazione | NSA Sofia            | 7-0       | 7-0       | 7-0       |
| 2012-13  | Champions League | gironi di qualificazione | BIIK Kazygurt        | 0-2       | 0-2       | 0-2       |
| 2012-13  | Champions League | gironi di qualificazione | Pärnu                | 1-0       | 1-0       | 1-0       |
| 2012-13  | Champions League | sedicesimi di finale     | Kopparbergs/Göteborg | 0-1       | 0-3       | 0-4       |
| 2013-14  | Champions League | gironi di qualificazione | Liepājas Metalurgs   | 10-0      | 10-0      | 10-0      |
| 2013-14  | Champions League | gironi di qualificazione | Gintra Universitetas | 6-0       | 6-0       | 6-0       |
| 2013-14  | Champions League | gironi di qualificazione | Olimpia Cluj         | 8-3       | 8-3       | 8-3       |
| 2013-14  | Champions League | sedicesimi di finale     | Rossijanka           | 2-4       | 1-1       | 3-5       |
| 2014-15  | Champions League | gironi di qualificazione | Amazones Dramas      | 3-0       | 3-0       | 3-0       |
| 2014-15  | Champions League | gironi di qualificazione | Goliador Chișinău    | 19-0      | 19-0      | 19-0      |
| 2014-15  | Champions League | gironi di qualificazione | Osijek               | 0-1       | 0-1       | 0-1       |
| 2015-16  | Champions League | gironi di qualificazione | Benfica              | 2-1       | 2-1       | 2-1       |
| 2015-16  | Champions League | gironi di qualificazione | Noroc Nimoreni       | 4-1       | 4-1       | 4-1       |
| 2015-16  | Champions League | gironi di qualificazione | Osijek               | 3-0       | 3-0       | 3-0       |
| 2015-16  | Champions League | sedicesimi di finale     | Wolfsburg            | 0-0       | 0-4       | 0-4       |
| 2016-17  | Champions League | gironi di qualificazione | Breiðablik           | 1-1       | 1-1       | 1-1       |
| 2016-17  | Champions League | gironi di qualificazione | Cardiff Metropolitan | 3-2       | 3-2       | 3-2       |
| 2016-17  | Champions League | gironi di qualificazione | NSA Sofia            | 2-0       | 2-0       | 2-0       |
| 2017-18  | Champions League | gironi di qualificazione | Kiryat Gat           | 7-1       | 7-1       | 7-1       |
| 2017-18  | Champions League | gironi di qualificazione | Breznica             | 6-0       | 6-0       | 6-0       |
| 2017-18  | Champions League | gironi di qualificazione | Avaldsnes            | 0-2       | 0-2       | 0-2       |

## Organico

### Rosa 2019-2020
Rosa, ruoli e numeri di maglia come da sito ufficiale e sito UEFA.com, aggiornati al 24 agosto 2019.
| N. |                        | Ruolo | Calciatrice              |
| -- | ---------------------- | ----- | ------------------------ |
| 1  | Serbia (bandiera)      | P     | Milica Kostić            |
| 2  | Serbia (bandiera)      | D     | Alina Baka               |
| 3  | Serbia (bandiera)      | D     | Milica Denda             |
| 4  | Serbia (bandiera)      | D     | Oršoja Vajda             |
| 5  | Serbia (bandiera)      | D     | Violeta Slović           |
| 6  | Stati Uniti (bandiera) | D     | Haley Lukas              |
| 7  | Canada (bandiera)      | C     | Kayla Joan Zophia Adamek |
| 8  | Stati Uniti (bandiera) | C     | Molly Fiedler            |
| 9  | Stati Uniti (bandiera) | A     | Myra Delgadillo          |
| 10 | Serbia (bandiera)      | C     | Tijana Filipović         |

| N. |                        | Ruolo | Calciatrice        |
| -- | ---------------------- | ----- | ------------------ |
| 11 | Stati Uniti (bandiera) | A     | Mariah Williams    |
| 12 | Serbia (bandiera)      | P     | Dajana Mihajlović  |
| 13 | Serbia (bandiera)      | D     | Milana Golubović   |
| 14 | Stati Uniti (bandiera) | C     | Taylor Porter      |
| 15 | Serbia (bandiera)      | C     | Sara Pavlović      |
| 16 | Serbia (bandiera)      | A     | Krstina Tanasković |
| 17 | Serbia (bandiera)      | C     | Tijana Matić       |
| 18 | Serbia (bandiera)      | C     | Živana Stupar      |
| 19 | Serbia (bandiera)      | C     | Adrijana Derviši   |
| 20 | Serbia (bandiera)      | A     | Anastasija Ćirić   |